# غوس ألبيرتس
غوس ألبيرتس (بالإنجليزية: Gus Alberts)‏ هو لاعب كرة قاعدة أمريكي، ولد في سبتمبر 1860 في ريدينغ في الولايات المتحدة، وتوفي في 7 مايو 1912 في أيداهو سبرينغز في الولايات المتحدة.

## وصلات خارجية
- غوس ألبيرتس على موقعبيزبول رفرنس.كوم (الدوري الرئيسي) (الإنجليزية)